# آن هاست
آن هاست (بالهولندية: Anne Haast)‏ هي لاعبة شطرنج هولندية، ولدت في 1 يوليو 1993 في دونجن في هولندا.

## وصلات خارجية
- آن هاست على موقع الاتحاد الدولي للشطرنج (الإنجليزية)
- آن هاست على موقع مباريات الشطرنج (الإنجليزية)
- آن هاست على موقع 365Chess.com (الإنجليزية)
- آن هاست على موقع Chesstempo.com (الإنجليزية)
- آن هاست سجل أولمبياد الشطرنج للسيدات على موقع OlimpBase.org (الإنجليزية)